# Екс ан Дјоа
Екс ан Дјоа (фр. Aix-en-Diois) насеље је и општина у источној Француској у региону Рона-Алпи, у департману Дром која припада префектури Дје.
По подацима из 2011. године у општини је живело 357 становника, а густина насељености је износила 21,65 становника/km². Општина се простире на површини од 16,49 km². Налази се на средњој надморској висини од 444 метара (максималној 1.259 m, а минималној 433 m).

## Демографија
| 1962. | 1968. | 1975. | 1982. | 1990. | 1999. | 2011. |
| ----- | ----- | ----- | ----- | ----- | ----- | ----- |
| 187   | 200   | 175   | 196   | 209   | 255   | 357   |

График промене броја становника у току последњих година